# Kaliumbensoat
Kaliumbensoat (C7H5KO2) är ett salt som är nära besläktat med natriumbensoat. Det har liknande kemiska egenskaper som natriumsaltet, men är dock mindre hygroskopiskt. Kaliumbensoat används som bränsle i vissa fyrverkeripjäser. Det används också som konserveringsmedel, och har då E-nummer 212.

## Visselmix
En blandning av kaliumperklorat (70 %) och kaliumbensoat (30 %) eller natriumbensoat (30 %) ger så kallad visselmix vilket används bland annat som drivladdning i tjutraketer.